# A.K. (filme)
A.K. é um filme/documentário da franco-japonês dirigido por Chris Marker.
A.K. ou melhor Akira Kurosawa, durante a produção de RAN nas encostas do famoso vulcão Fujiama, sob duras condições atmosféricas em novembro. O filme mostra a vida diária da equipa de filmagens; um retrato do imperador do filme japonês.